# Gubia

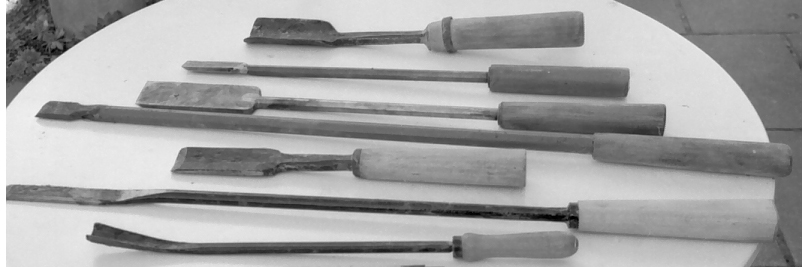
Juego de gubias.

La gubia, palabra proveniente del latín gulbia, es un tipo formón de mediacaña con la hoja curva que usan los carpinteros, los tallistas y otros profesionales de la madera. También se puede referir a un instrumento utilizado por cirujanos en intervenciones quirúrgicas.

## Tipos de uso tallista
La forma de la pala se define mediante un sistema de numeración semiestandarizado que varía según el fabricante y el país de origen. Para cada gubia se especifica un "número de barrido" que expresa la parte de un círculo definido por la curva de la cuchilla. El número de barrido generalmente varía desde el n.° 1, o plano, hasta el n.° 9, un semicírculo, con gubias especializadas adicionales en números más altos, como el n.° 11 en forma de U, y una herramienta en V o herramienta de separación, que puede ser un número aún más alto como el #41. Además del barrido, las gubias también se especifican por la distancia de un borde de la hoja al otro (esto corresponde a la cuerda de la sección circular definida por el borde de la hoja). Juntando estas piezas, se utilizan dos números para especificar la forma del filo de una gubia, como '#7-20mm'. Algunos fabricantes proporcionan tablas con los barridos de sus álabes mostrados gráficamente.
Las principales gubias utilizadas por los tallistas, en locería y otros profesionales de la madera se pueden dividir en:
- Gubias planas: Parecidas a los formones pero con una leve curvatura que facilita mucho su uso a la hora de la talla, ya que así se evita que los vértices del extremo cortante rayen la madera.
- Gubias curvas, cañoncitos o con forma de U: Tienen forma semicircular con radio variado y su uso facilita el desbaste de la madera antes de llegar a tocar la forma final deseada.
- Gubias en vértice, tricantos o con forma de V: Son como la conjunción de dos formones en un vértice y su uso principal es el de usar la punta de unión como elemento de corte que marca la forma de manera previa, como si se dibujase sobre el boceto del proyecto. De ese modo también da un margen de seguridad para trabajar las adyacencias sin poner en peligro el otro extremo.
- Gubias en forma de cuchara: Como su nombre indica, su forma recordaría a la de una cuchara pero con un extremo recto. Son usadas para la excavación de concavidades en la madera, como en el caso del interior de un cuenco.

## Xilografía
Es una técnica de impresión con plancha de madera en la que el texto o la imagen se talla a mano con una gubia o buril en la madera. Después, se impregna con tinta el taco y presionando con un soporte (normalmente papel o tela) se obtiene la impresión del relieve. Tradicionalmente se han usado maderas de boj, de peral o de cerezo por su dureza. Actualmente se emplean también materiales sintéticos como el aglomerado de madera o el linóleo. Existen dos tipos de xilografía radicalmente diferentes por las características de la matriz, los instrumentos y los resultados finales: "xilografía al hilo" y "xilografía a testa". La madera para la primera se extrae del tronco contando la fibra y en el otro cortando a la testa (perpendicular a las fibras).

## Técnicas de afilado
Las gubias, debido a su forma curva y su diversidad de tamaños, requieren de técnicas específicas de afilado que diferencian notablemente el rendimiento del corte. No sólo mejora el corte, sino que prolonga la vida útil de la gubia, siendo tres los métodos básicos de afilado:
- Técnica de afilado con piedra: Quizás uno de los métodos más tradicionales y controlados para afilar gubias. Requiere de piedras de afilado de grano fino y medio, y se recomienda utilizar una guía de afilado para mantener el ángulo correcto. La técnica consiste en deslizar la gubia sobre la piedra, manteniendo un movimiento constante y suave para evitar quitar más material del necesario.
- Técnica de afilado con lima: Efectivo para gubias con perfiles más rectos o de canal abierto. Se utiliza una lima de metal adecuada para el tamaño y forma de la gubia. Consiste en aplicar movimientos suaves y controlados siguiendo la curvatura de la herramienta.
- Técnica de afilado con amoladora: Más moderna y rápida, pero con mayor probabilidad de dañar la herramienta. La amoladora, equipada con un disco de afilado adecuado, permite remover material de manera eficiente y rápida. Sin embargo, es esencial no aplicar demasiada presión para prevenir el sobrecalentamiento del metal.[4]

## Otros tipos
Las que emplean los canteros para labrar las piedras son de boca más ancha que el cuerpo, y tienen cabeza plana para ser golpeada con el mazo o terminan en tronco de cono para resistir el martillo. También las hay con mango de madera y boca lisa o dentada.                                                              
Los albañiles emplean una herramienta con este nombre para raspar los enlucidos y recorrer molduras y aristas. Existen muchos otros tipos de gubias, usadas por los artesanos para cortes y desbastes específicos.
En el contexto de la medicina, las gubias son instrumentos quirúrgicos que se utilizan para tallar, raspar o cortar tejidos blandos (como huesos o cartílagos), necesario para procedimientos como la cirugía ortopédica. Estas herramientas están diseñadas con una hoja afilada en un extremo y un mango en el otro extremo para facilitar su manejo. Dependiendo el procedimiento médico, se elegirá una punta distinta de gubia.

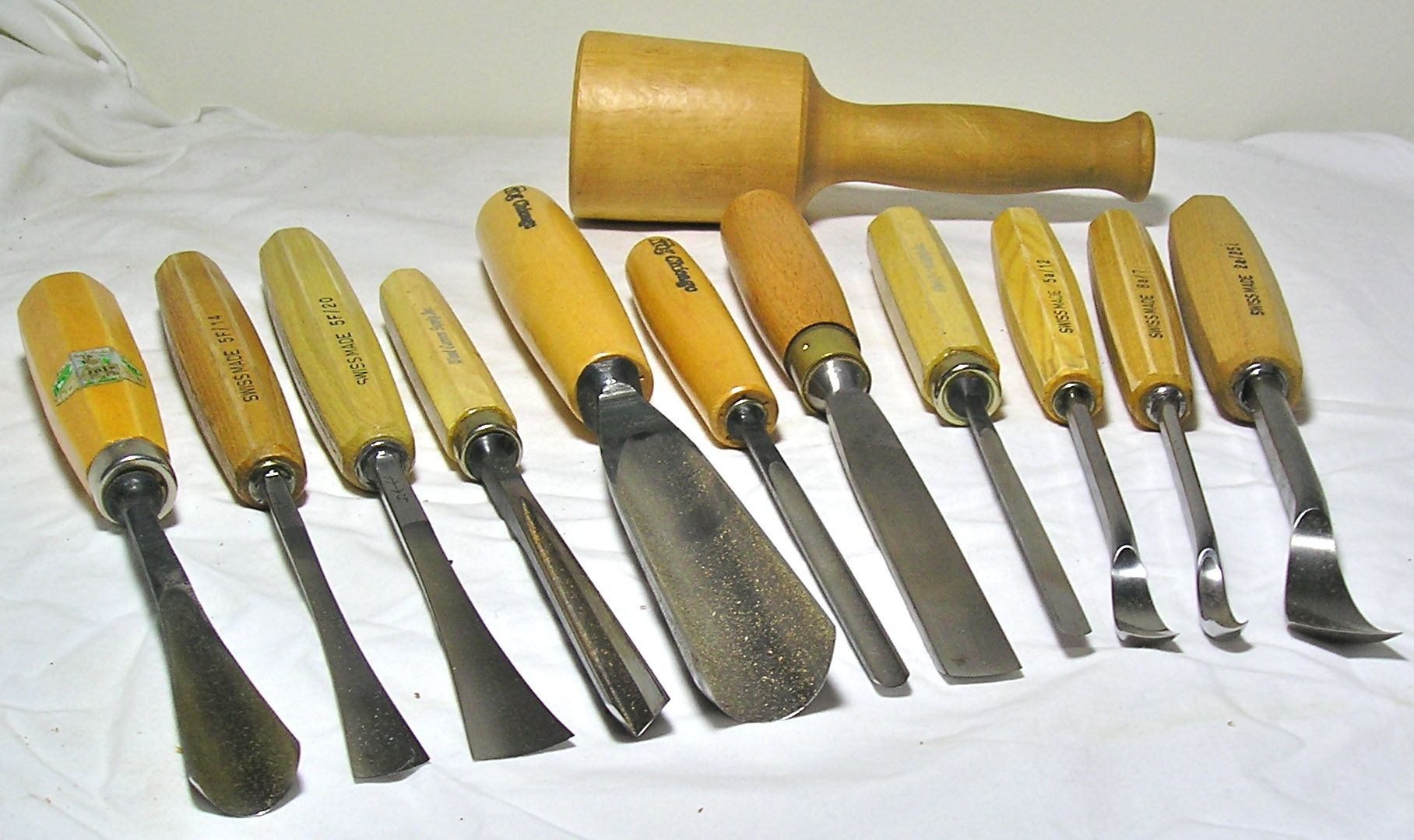
Diferentes gubias y un mazo de madera

Las gubias se utilizan en carpintería y artes. Por ejemplo, un luthier de violines usa gubias para tallar el violín, un ebanista puede usarlas para ejecutar flautas o recortar curvas, o un artista puede producir una obra de arte cortando algunos pedazos de una hoja de linóleo. En la cerámica, suelen tener puntas más afiladas y delgadas, lo que permite un mayor control y precisión a la hora de trabajar con un material tan delicado como lo suele ser la arcilla.
Se encontraron hendiduras en varios tesoros históricos de la Edad del Bronce encontrados en Gran Bretaña (véase Lista de tesoros de la Edad del Bronce en Gran Bretaña).

## Diferencias con el escoplo y el formón
La gubia es una herramienta que se utiliza para tallar y ahuecar la madera. Tiene una hoja curva en forma de cincel, con una sola arista cortante. La gubia suele ser más larga y delgada que el formón y el escoplo, lo que le permite alcanzar áreas difíciles de acceder. Su punta redondeada y curva ayuda a realizar cortes suaves y precisos.
El formón es una herramienta que se utiliza para realizar cortes precisos y contornos en la madera. Tiene una hoja recta y plana en forma de cincel, con dos aristas cortantes en los lados opuestos. El formón suele tener un tamaño medio, más corto y ancho que la gubia y el escoplo. Su punta recta y plana permite cortar líneas rectas y dar forma a bordes y esquinas.
El escoplo es una herramienta que se utiliza para hacer cortes profundos y eliminar grandes cantidades de madera. Tiene una hoja recta y plana en forma de cincel, con dos aristas cortantes en los lados opuestos. El escoplo suele tener un tamaño más grande y robusto que la gubia y el formón. Su punta recta y plana permite cortar líneas rectas y hacer cortes más agresivos.
En resumidas cuentas, la gubia se utiliza para tallar y ahuecar la madera, el formón hace de los cortes más precisos y con mayor contorno, y el escoplo para cortes profundos y eliminar grandes cantidades de madera. Cada herramienta tiene su propia forma y tamaño, por ejemplo, los formones tienen una forma plana y rectangular en el extremo cortante, similar a la de un cincel. La gubia por su parte, suele tener un extremo cortante curvado en forma de semicírculo o "V". En cambio, los escoplos suelen ser de punta plana o de punta curva.